# Волнин, Александр Константинович
Александр Константинович Волнин (25 августа 1872, Ростов, Ярославская губерния — 1942, Москва) — русский писатель, историк и педагог, Заслуженный учитель РСФСР (1940); организатор и первый директор Полтавского учительского института (ныне Полтавский национальный педагогический университет имени В. Г. Короленко).

## Биография
Родился 25 августа 1872 года в городе Ростове Ярославской губернии в семье священника Борисоглебской церкви Ростова.

## Образование
В 1887 году окончил Ростовское духовное училище, в 1893 году — Ярославскую духовную семинарию, в 1897 году — Московскую духовную академию (со степенью кандидата богословия и правами магистранта). Магистерская диссертация (была доработкой его кандидатского сочинения) «Мессия по изображению пророка Исаии» (Киев, 1908) была защищена в январе 1911 года.

## Деятельность
В 1897—1898 годах Александр Волнин работал учителем в Ростово-Димитриевском духовом училище, в 1898—1900 годах преподавал основное, догматическое и нравственное богословие в Псковской духовной семинарии, а с 1900 года — в Киевской Духовной семинарии. В 1910 году он стал директором Великосорочинской учительской семинарии им. Н. В. Гоголя (Миргородский уезд Полтавской губернии). В 1914—1917 годах Александр Константинович Волнин был директором Полтавского учительского института, где в чине статского советника преподавал педагогику и логику. В этом институте учился Антон Семенович Макаренко, который впоследствии говорил о А. К. Волнине:

«… Он был всегда настоящим человеком и … воспитывал в нас лучшие человеческие стремления.»

В июле 1917 года Министерством народного просвещения было подписано постановление об организации Новониколаевского учительского института (город Новониколаевск, Ново-Николаевский уезд, Томская губерния). Его открытие состоялось в октябре 1917 года под руководством Александра Волнина. Здесь он некоторое время успел проработать преподавателем логики, психологии и педагогики после Октябрьской революции до ликвидации института в 1920 году.
В 1921—1925 годах, работал преподавателем Вятского педагогического института имени В. И. Ленина (ныне Вятский государственный гуманитарный университет), где стал основателем кафедры педагогики и психологии. В 925 году был секретарём редакции журнала «Путь просвещения», выходящего в Вятке (редактор Н. А. Дернов).
В 1925 году Волнин переехал в Москву и преподавал на рабфаке Академии коммунистического воспитания имени Н. К. Крупской. Руководил отделом образования в правлении Северной железной дороги. С 1927 года был преподавателем русского языка в школе № 1 Ярославской железной дороги.
Умер в 1942 году в Москве. Был похоронен на кладбище Донского монастыря.
В архивах Центрального исторического архива Москвы находится личное дело студента А. К. Волнина (Ф. 229. Оп. 4. Док. 771).

## Труды
Александр Константинович Волнин был автором ряда работ, в числе которых:
- Народные воззрения на святых и на церковные праздники с точки зрения христианского учения о почитании святых и праздников. 1904.
- Об отношении русского народа к войне. 1905.
- Христианское учение о благотворительности и современные стремления к равномерному распределению благ земных. 1907.
- Мессия по изображению пророка Исаии. 1908.
- Святитель Димитрий, митрополит Ростовский. 1909.
- Учащие и учащиеся на торжестве открытия памятника Н. В. Гоголю в м. Сорочинцах 28 августа 1911. 1912.

## Награды
- Имел награды Российской империи: ордена Св. Анны и Св. Станислава II и III степеней[2].
- 6 сентября 1940 года в числе первых 25 учителей ему было присвоено звание Заслуженного учителя РСФСР.

## Семья
Был женат на Лидии Дамиановне (урождённая Макаровская). В семье родились: сыновья Борис (1906) и Алексей (1909), а также дочь Наталья (1912).